# Casnate con Bernate
Casnate con Bernate är en kommun i provinsen Como i regionen Lombardiet i Italien. Kommunen hade 4 974 invånare (2018).